# The Frogs (musical)
The Frogs è un musical del 1974 con musiche di Stephen Sondheim e libretto di Burt Shevelove, tratto dalla Rane di Aristofane

## Trama

### Primo Atto
Due attori su un palco vuoto discutono su quale opera teatrale debbano mettere in scena; uno vorrebbe recitare l’Edipo Re, ma l'altro è troppo di buon umore per rappresentare una tragedia e così optano per una commedia. Allora i due istrioni rivolgono una preghiera agli dei del teatro, consacrando loro la propria arte; dopo aver istruito il pubblico sul comportamento corretto da tenere in un teatro, gli attori, esortati dal Coro, cominciano. I due tornano sul palco nei ruoli di Dioniso, dio del vino e del teatro, e del suo schiavo Xantia.
Dioniso, disperato per le terribili condizioni in cui versa il mondo, decide di intraprendere un viaggio nell'Ade per recuperare il grande scrittore e drammaturgo George Bernard Shaw, nelle speranza che possa rivolgersi agli uomini con sagge parole ed indurli ad una vita più etica. La prima tappa del loro viaggio è presso la casa del fratellastro Eracle, che spiega a Dioniso la strada da percorrere, lo mette in guardia contro le Rane che popolano lo Stige e gli dona un abito simile al suo. Sulle rive del fiume infernale, Xantia ed il dio incontrano il depresso traghettatore Caronte che assicura ai passeggeri, dopo averli fatti salire a bordo, che non ci sono Rane nello Stige. Durante la traversata Dioniso intrattiene i compagni di viaggio con il racconto della sua storia d'amore con la mortale Ariadne: poiché la fanciulla si sentiva a disagio sull'Olimpo, il dio le aveva donato una corona di stelle, meravigliosa ma fatale per la donna, che essendo umana non poteva sopportare la vicinanza di quei corpi celesti. Per questo, dice il dio, è felice che all'Inferno non si vedano le stelle.
Più tardi, Dioniso è svegliato all'improvviso dal gracidare delle Rane, che lo invitano a lasciare la nave ed unirsi a loro per una vita priva di preoccupazioni, dedita solo a saltare e cantare. Xantia scaccia prontamente gli anfibi che poi, approfittando della distrazione dello schiavo, catturano il dio e lo trascinano nel fiume infernale.

### Secondo Atto
Il dio riesce a stento a tornare sulla barca, fradicio e coperto di alghe. Sbarcati sulla sponda opposta, Dioniso vorrebbe tornare indietro, ma Xantia gli ricorda la loro missione e i due procedono verso il palazzo di Ade. Eaco, custode delle chiavi del regno, scambia Dioniso per Eracle (dato che indossa un abito simile a quello dell'eroe) e lo accusa di avergli portato via il cane Cerbero; Dioniso allora fa indossare la pelle di leone a Xantia e Carisma, la bellissima ancella di Persefone, invita lo schiavo a fare un rilassante bagno con lei nel latte di ippopotamo, avendolo scambiato per il figlio di Alcmena; Dioniso, invidioso, scambia ancora l'abito con il servo, per essere poi aspramente rimproverato da Virilla, la regina delle amazzoni per aver rubato la cintura di Ippolita (anche la donna, infatti, lo confonde con Eracle).
Per chiarire la situazione interviene Ade, che accoglie a braccia aperte il nipote Dioniso. Il dio racconta allo zio lo scopo della sua visita ed il signore degli Inferi gli spiega che tutti i drammaturghi sono riuniti a banchetto. I due discutono le pessime condizioni del genere umano, mentre il Coro ironizza sulla vicenda. Al termine del banchetto, Dioniso annuncia ai drammaturghi la sua intenzione di riportare Shaw sulla terra, ma Shakespeare si ribella, considerandosi un drammaturgo migliore; il dio, allora, decide di far competere i due in una tenzone poetica il cui vincitore tornerà in vita. Nell'arena i due giganti del teatro si sfidano a colpi di citazioni su vari argomenti (l'uomo, la donna, la vita): lo scrittore dublinese stupisce con il proprio raffinato intelletto, mentre il Bardo risponde con elaborate metafore. Dopo aver stabilito una pausa momentanea, Dioniso si ritira in meditazione per decidere a chi assegnare la vittoria; gli appare lo spirito dell'amata Ariadne, che lo consola e gli dice che la risposta è dentro di lui.
La contesa riprende, questa volta per l'ultima sfida: l'argomento scelto è la morte. Comincia Shaw, con una citazione dalla sua Saint Joan che lascia l'auditorio a bocca aperta. Shakespeare risponde con una citazione che esprime una visione sulla morte da parte di un uomo anziano; incuriosito, Dioniso gli chiede di dare un'opinione dal punto di vista di un giovane e la risposta del Bardo lo conferma come il più grande drammaturgo di sempre. Mentre Dioniso e Shakespeare salgono sulla barca di Caronte per tornare sulla Terra Xantia annuncia la sua intenzione di restare nell'Ade, insieme all'amazzone Virilla.
Tornati nel teatro in cui la vicenda ha preso inizio, Shakespeare si congeda, con la promesse di scrivere una nuova opera teatrale; Dioniso, allora, si rivolge al pubblico, esortandolo ad uscire dalla sua “letargia” per cercare attivamente di trovare una soluzione ai problemi che affliggono il mondo.

## Numeri musicali
Atto I
- "Opening Fanfare"
- "Invocation and Instructions to the Audience" - Primo Attore, Secondo Attore, Coro Greco
- "I Love to Travel" - Dionisio, Xantia, Coro Greco
- "Dress Big" - Eracle, Dionisio, Xantia
- "I Love to Travel (reprise)" - Dionisio, Xantia
- "All Aboard" - Caronte
- "Ariadne" - Dionisio
- "The Frogs" - Dionisio, A Flash of Frogs, Fire Belly Dancing Frogs

Atto II
- "Hymn to Dionysos" - Dionisio, Xantia, 3 Grazie
- "Hades" - Plutone e le furie
- "It's Only a Play" - Coro Greco
- "Shaw" - Dionisio, Shaw
- "Fear No More" - Shakespeare
- "All Aboard (reprise)" - Carone
- "Hymn to Dionysos (reprise)" - Coro Greco
- "Final Instructions to the Audience" - Dioniso e Cast

## Genesi e successo
Il commediografo Burt Shevelove (1915-1982) ha scritto il soggetto per l'adattamento musicale della commedia di Aristofane ad opera di Sondheim, avendo già collaborato con lui nel 1962 nella stesura di A Funny Thing Happened on the Way to the Forum. Mr Shevelove aveva già scritto un adattamento in chiave moderna delle Rane di Aristofane nel 1941, mentre frequentava il suo ultimo anno all'università di Yale. La professoressa Mary-Kay Gamel, docente di lettere classiche presso l'Università della California, descrive nel saggio Aristophanes in Performance: 421 BC – AD 2007 questo primo adattamento di Shevelove: “tutto ruotava intorno a Dioniso e Caronte che andavano in lungo e in largo per piscina principale del Payne Whitney Gymnasium con i membri della squadra di nuoto di Yale nel ruolo delle rane”.
Anni dopo, Stephen Sondheim e Shevelove riprenderanno in mano la commedia e da questa nuova collaborazione nasce il musical The Frogs. Il 20 maggio 1974 The Frogs è andato in scena per la prima volta nella piscina dell'Università di Yale con un cast composto dagli attori della scuola: Larry Blyden, fresco di Tony Award, interpretava Dioniso e del Coro Greco facevano parte Meryl Streep, Sigourney Weaver ed il commediografo Christopher Durang, tutti agli albori delle loro illustri carriere. Shevelove stesso curava la regia, Carmen de Lavallade le coreografie. Il musical destò qualche interesse e recensioni positive, ma le successive messe in scena si rivelarono fallimentari.
Il 22 maggio 2000 la star di Broadway Nathan Lane recitò nel ruolo di Dioniso accanto a Davis Gaines e Brian Stokes Mitchell in una versione concertale del musical in scena alla Biblioteca del Congresso di Washington DC. Lane rimase colpito dall'esperienza e, in seguito all'attentato alle Torri Gemelle, decise di riproporre il musical, ritenendo che avesse un importante messaggio da comunicare; Lane riscrisse parte dei dialoghi (inserendo riferimenti a George W. Bush e alla guerra in Iraq) e Sondheim scrisse sette nuove canzoni. La nuova produzione, diretta e coreografata da Susan Stroman, andò in scena al Vivian Beaumont Theater del Lincoln Center di New York per 92 repliche tra il 22 giugno e il 10 ottobre 2010.